# Patrouille (scoutisme)
 (novembre 2012).
Si vous disposez d'ouvrages ou d'articles de référence ou si vous connaissez des sites web de qualité traitant du thème abordé ici, merci de compléter l'article en donnant les références utiles à sa vérifiabilité et en les liant à la section « Notes et références ».

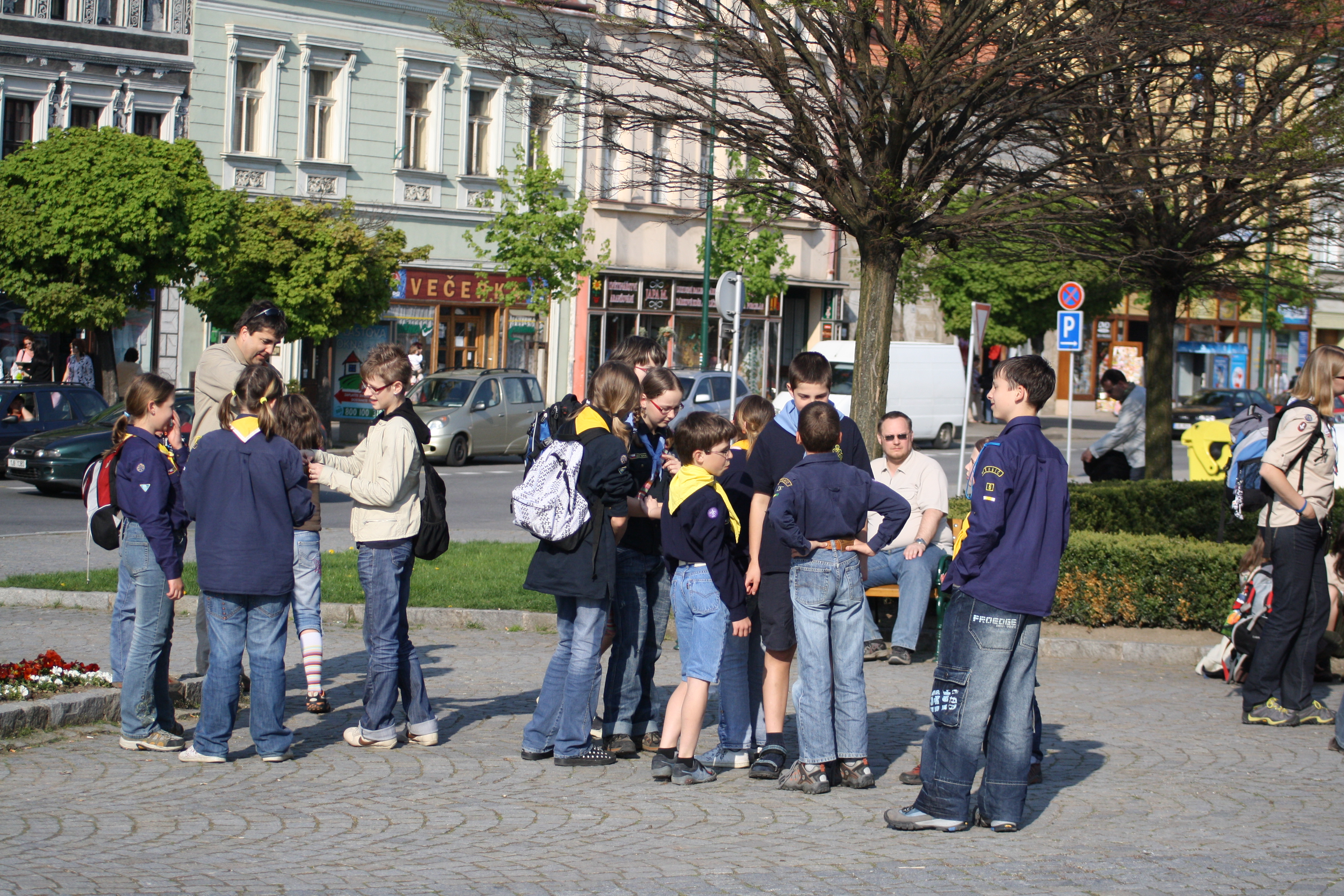
patrouille scout

La patrouille (appelée également équipe chez les Scouts et Guides de France, et toutes les guides en général ou dans les mouvements ayant souhaité abandonner le terme de patrouille), parfois abrégé en « Pat » est l'unité de base du scoutisme notamment au sein des Scouts (12-17 ans) défini par le créateur du scoutisme Robert Baden-Powell. Plusieurs patrouilles réunies forment une unité souvent appelée une « troupe » chez les garçons (« compagnie » chez les guides ou éclaireuses). 

## Origine
Le terme de patrouille (Patrol en anglais) est définis dès l'origine du scoutisme par son créateur Robert Baden-Powell et décrit dans la préface de son livre Scouting for boys de 1908 :
« Je recommanderais fortement le système de « patrouille » : c'est-à-dire de petits groupes permanents, chacun sous la responsabilité d'un garçon de premier plan, comme un grand pas vers le succès. »
Baden-Powell y décrit aussi l'organisation et le fonctionnement des patrouilles qui dans l'ensemble reste aujourd'hui très proche. 
Ce nom est toujours utilisé dans beaucoup de mouvements scouts, souvent dès leurs origines, mais certains mouvements ont préféré une autre traduction. Dans le jargon scout, on utilise aussi l'abréviation « Pat ». Un "Cul d'Pat" est par exemple souvent utilisé pour désigner le dernier arrivé dans la patrouille. 

## Composition
Plusieurs patrouilles réunies forment une unité souvent appelée une « troupe » chez les garçons, ou « compagnie » chez les guides ou éclaireuses, mais le terme « unité » est également utilisé. Une troupe se compose d'au moins trois patrouilles. Seules elles sont généralement en patrouille libre (PL) sous l'autorité des chefs nationaux.
La patrouille comprend 5 à 8 membres (le plus souvent 6 à 7). Elle fonctionne sur le principe de l'enseignement des jeunes par les jeunes qui permet de limiter le nombre d'encadrants. La patrouille unitaire est dirigée par un chef de patrouille (CP) ou chef d'équipe (CE) pour les guides, généralement âgé d'au moins 15 ans, qui est assisté d'un second de patrouille (SP ou SE pour les guides) d'au moins 14 ans. Le rôle de CP est couramment désigné en France sur les uniformes par deux bandes blanches encadrant son insigne de promesse sur la poche gauche de la chemise (une bande à travers l'insigne pour le second). Le CP se doit d'aider et d'élever ses "patrouillards" ou "patrouillants", qui en échange lui prêtent allégeance lors d'une cérémonie. Les termes de CP et second peuvent être remplacés par d'autres termes dans certains mouvements.

## Organisation
Chaque membre de la patrouille ou patrouillard a, au sein de la patrouille, une responsabilité, un poste d'action précis (infirmier, trésorier, intendant de cuisine, etc.). Grâce à sa cohésion et son organisation, la patrouille se caractérise par l'autonomie. La plupart des activités scoutes se déroulent en patrouille et à son initiative aussi bien dans la semaine qu'en week-end ou en camp : exploration, jeux, services, activités diverses. Quand il existe un  local elle y dispose généralement d'un coin de patrouille qu'elle aménage pour des activités.
Lors des week-ends où toutes les patrouilles d'une troupe (appartenant à la même ville ou la même division d'une ville) sont rassemblées, l'on appelle cela un "week-end de troupe". Les patrouilles s'affrontent souvent dans les jeux organisés, le découpage des équipes étant déjà fait. Les tentes et ce qui les entoure sont séparés d'au moins 15 mètres, et ces coins sont appelés "coins de patrouille".
Comme la patrouille est une unité d'action autonome et effective, elle possède un organe de prise de décision : le conseil de patrouille. Dans beaucoup de mouvements la patrouille a un caractère permanent et est propriétaire de son matériel de camp, gère son budget et organise périodiquement des activités et des sorties de patrouille.

## Esprit de patrouille
Au-delà de sa permanence sur plusieurs années, l'esprit de cohésion de la patrouille classique est suscité et encouragé par de nombreux moyens. Ces moyens peuvent être :
- Chaque patrouille porte le nom d'un animal[2], le nom de la patrouille. Deux couleurs sont associées à cet animal et chaque animal a des couleurs différentes, par exemple le noir et rouge pour la patrouille du Loup, le noir et le blanc pour l'Hermine. Le matériel peut être ainsi repéré par deux traits de peinture, etc.
- Le Chef de Patrouille possède un bâton de bois décoré, surmonté du fanion aux couleurs de l'animal-emblème de la patrouille[2] généralement nommé le staff. L'emblème peut également être peint sur la tente.
- Les flots, aux couleurs de la patrouille, sont portés généralement après la promesse à l'épaule[3] et sont le signe extérieur d'appartenance à une patrouille.
- La patrouille possède aussi un cri de patrouille[2] et parfois une devise, un saint patron, un chant, une prière...

## Différentes dénominations selon les mouvements
Selon le mouvement, l'unité (unité de garçons, unité de filles, unité coéduquée), le type de scoutisme (terrestre, marin…) la patrouille peut porter d'autres dénominations :
- Patrouille, garçons aux SUF, AGSE, ENF, EEUdF, FEE, certaines unités SGDF
- Clan, filles au EEUdF (dans d'autres mouvements le Clan peux désigner un groupe de scouts ainés ou Routiers).
- Équipe, filles aux SUF, ENF, SGDF branche 15-18 ans.
- Équipage, aux EEDF, SGDF branche 11-14 ans et aux scouts marins (parfois seulement lorsqu'elle a armé une embarcation).
- Cordée, aux scouts alpins de l’AGSE.

## Haute Patrouille (HP)
Désigne une patrouille formée par les chefs de patrouille (CP) ainsi que leurs seconds (SP)
La haute patrouille peut avoir des activités à part du reste de l'unité comme des formations, week-end, et camps avec ou sans les chefs d'unité, généralement pour des activités difficiles à réaliser avec l'ensemble de la troupe. Les hautes patrouilles ne se forment pas dans toutes les unités, cela dépend des besoins et des chefs.
Elle peut aussi se réunir pour préparer des activités inter-patrouilles et des projets de l'unité. Dans certaines unités elle décide avec les chefs du lieu de camp d'été, des activités à mener, etc.

## Patrouille libre
Une patrouille libre (ou PL) est une patrouille entièrement autonome et détachée de toute unité locale. Cependant, une patrouille libre n’est pas laissée à elle-même, mais placée sous l’autorité d’un chef permanent du mouvement, dans le cas du réseau national, ou d’un chef bénévole mais éloigné dans le cas de certains réseaux locaux (assez rares).  Le CP est le responsable immédiat des éclaireurs qui composent la patrouille. Les patrouilles libres sont rattachées à un réseau de patrouilles libres, dirigé par des chefs habilités. Elles se réunissent lors de certains week-ends, mais le grand rassemblement est le camp d'été où toutes les patrouilles sont présentes et encadrées par la maîtrise du réseau.

### Histoire
Le lancement des Raiders scouts par Michel Menu chez les Scouts de France permet de multiplier ces projets. En effet, pour devenir Raiders, les candidats à l'investiture devaient obtenir le badge "Missionnaire" qui devait les encourager à répandre l'Évangile et le scoutisme autour d'eux. 
Une fois le candidat investi « raider », après une année comme Chef de patrouille au sein d'une troupe raider, le Chef de Troupe lui lançait un dernier défi : partir créer sa propre patrouille hors de la Troupe, dans un village des environs avec les jeunes du coin ! C'était le dernier acte missionnaire du raider avant sa montée au Clan. 
Dans l'enthousiasme général de l’après guerre, des centaines de patrouilles se sont ainsi fondées dans les quatre coins de France et ont largement contribué à la hausse historique des effectifs des SDF de 1951 à 1963 : elles étaient autonomes grâce à l'expérience du CP, souvent un raider qui organisait seul son année. Ces patrouilles s'autogéraient, avec l'appui matériel d'une troupe voisine : on les appela les patrouilles libres !
Toutes les PL n'avaient pas des raiders à leur tête (ce n'était pas une obligation) : certaines ont été créées par des bandes de copains dont l'un des membres avait été scout, par exemple.  La combinaison raider et patrouille libre permit au scoutisme de se répandre dans des milieux plus populaires et/ou plus ruraux mais échoua dans les grands ensembles.  
Les scouts des patrouilles libres SDF portaient tous un foulard noir, couleur des corsaires, des flibustiers scouts comme le rappelait Michel Menu. Ce foulard noir fut très vite connu et reconnu : les patrouilles libres atteignaient un niveau technique et scout de qualité grâce notamment à un esprit de bande très développé. Des camps nationaux eurent lieu dans les années 1950 et permirent de regrouper les patrouilles libres ne pouvant partir en camp ou se rattacher à une troupe structurée.
En 1954, le camp de Combrit rassembla 1 000 foulards noirs. Plusieurs patrouilles libres sur une région formaient un « réseau » qui se réunissait pour partir en camp.
Les Éclaireurs de France (EDF) connurent une initiative analogue, les foulards verts. Il y eut aussi le réseau Bayard et les patrouilles isolées des Éclaireurs unionistes, les cravates vertes des Guides de France (lancées à partir de 1954, les équipes libres des GDF sont plus de 400 en 1960) et les clans libres de la Fédération française des éclaireuses (FFE).

### Réseaux actuels
En France, la notion de patrouille libre existe toujours dans certains mouvements de scoutisme traditionnel. En pratique c’est le plus souvent un adulte, tuteur ou référent géographiquement proche, qui prend contact avec l’association et « suit » le petit groupe en démarrage. Sur le plan national, ces patrouilles libres sont regroupées en réseau ou suivies par un chef du mouvement spécialement et exclusivement affecté à la coordination de ces patrouilles.
Ainsi, l'AGSE a le Réseau de l'Araignée et l'Alauda qui regroupent toutes les patrouilles libres de France (respectivement éclaireurs et guides).
Chez les SUF, la notion de patrouilles libres existe également, elles sont reliées et animées par le détonateur patrouille libre.